# (1864) Дедал
(1864) Дедал (др.-греч. Δαίδαλος) — небольшой околоземный астероид из группы аполлонов, пересекающий орбиту Марса. Он был открыт 24 марта 1971 года в Паломарской обсерватории и назван в честь Дедала, выдающегося художника и инженера согласно древнегреческой мифологии.

Орбита астероида Дедал и его положение в Солнечной системе
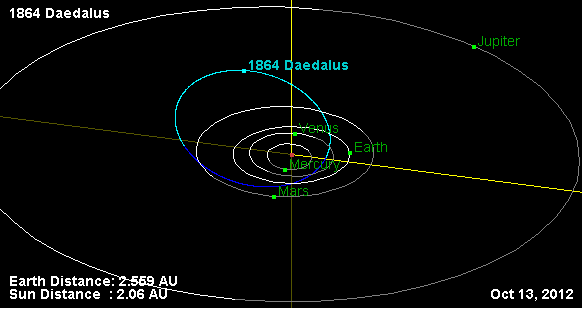
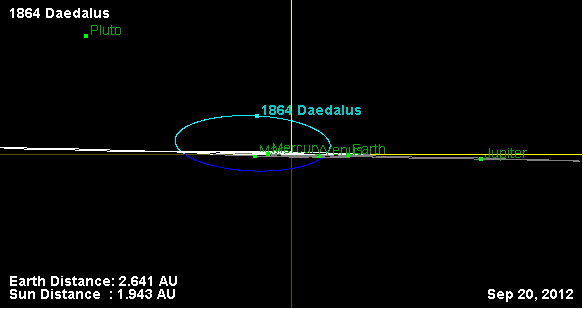
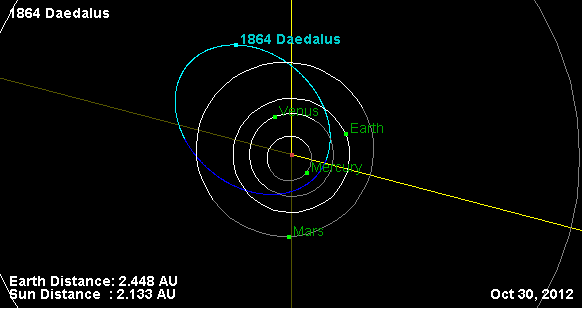